# 2048: Nowhere to Run
2048: Nowhere to Run (conocido en territorios chinos y taiwaneses como 2048: No Escape o 2048: Nowhere to Escape; alternativamente conocido como Blade Runner 2048) es un cortometraje estadounidense de ciencia ficción neo-noir de 2017 que actúa como precuela de la película Blade Runner 2049 y secuela al corto 2036: Nexus Dawn; fue lanzado el 16 de septiembre de 2017, aproximadamente tres semanas antes del estreno de 2049, y presenta al personaje de Dave Bautista en el film, Sapper Morton. La película fue escrita por Hampton Fancher y Michael Green, quienes también escribieron el largometraje principal, y fue dirigido por Luke Scott, cuyo padre, Ridley Scott, dirigió el Blade Runner original y es productor ejecutivo de la secuela Blade Runner 2049.
La película tiene lugar en Los Ángeles en 2048, un año antes de los acontecimientos de Blade Runner 2049, y cuenta la historia de cómo Morton protege a una madre y su hija de unos matones, lo que finalmente conduce a que sea identificado y reportado su estatus de replicante.

## Reparto
| Actor          | Personaje            | Descripción         | Notas |
| -------------- | -------------------- | ------------------- | ----- |
| Dave Bautista  | Sapper Morton        | Replicante Nexus-8. |       |
| Gerard Miller  | Salt                 |                     |       |
| Gaia Ottman    | Ella                 |                     |       |
| Björn Freiberg | Espectador           |                     |       |
| Orion Ben      | Madre                |                     |       |
| Adam Savage    | Mecenas de la tienda |                     | Cameo |

## Lanzamiento
El 29 de agosto de 2017, se anunció que Denis Villeneuve había seleccionado varios cineastas para dirigir tres cortometrajes que exploraban incidentes ocurridos en el universo de la franquicia entre los eventos de Blade Runner y Blade Runner 2049. La segunda película, 2048: Nowhere to Run, se estrenó el 16 de septiembre. Está dirigida por Luke Scott y sigue a un replicante Nexus-8, Sapper Morton, en su intento por proteger a una madre y su hija de los matones. Scott anteriormente dirigió 2036: Nexus Dawn.

## Recepción
2048: Nowhere to Run fue recibido con agrado por el público, destacándose el hecho de proporcionarle a Dave Bautista un papel digno de su talento.